# Cratere Laurel
Laurel è un cratere sulla superficie di 25143 Itokawa.